# Nationaal park Minkébé
Het Minkébé oerwoud ligt in het noordoosten van Gabon en strekt zich uit tot de grenzen met Kameroen in het noorden en Congo-Brazzaville in het oosten.
Het is het laatste Afrikaanse regenwoud dat een aaneengesloten geheel vormt ter grootte van ongeveer Nederland. Een deel bestaat zelfs uit primair bos, ofwel bos 'dat altijd daar geweest is'. In 1997 is Minkebe tot nationaal park uitgeroepen en daarmee beschermd gebied geworden. Het WWF Minkebe-project zorgt voor maatregelen die het woud moeten behouden, zoals de bestrijding van illegale houtkap en stroperij.